# Tiếng Latvia
Tiếng Latvia (latviešu valoda; [latviɛʃu valuɔda]) là ngôn ngữ chính thức của Latvia và là một ngôn ngữ thuộc nhánh phía đông của nhóm ngôn ngữ gốc Balt. Nó cũng đôi khi được gọi là Lettish. Có khoảng 1.400.000 người bản ngữ tiếng Latvia ở Latvia và khoảng 150.000 ở nước ngoài. Ngôn ngữ Latvia có một số lượng tương đối lớn người sử dụng không phải là bản ngữ, không điển hình cho một ngôn ngữ nhỏ. Do chính sách ngôn ngữ ở Latvia, khoảng 30% tổng số dân tộc thiểu số với dân số 924.000 người tại Latvia nói tiếng Latvia. Việc sử dụng ngôn ngữ Latvia trên nhiều lĩnh vực của đời sống xã hội trong Latvia đang ngày một gia tăng.
Latvia là một ngôn ngữ gốc Balt và là liên quan chặt chẽ nhất đến tiếng Litva, mặc dù người nói hai ngôn ngữ này không thể hiểu lẫn nhau.
Tiếng Latvia đầu tiên xuất hiện trong tài liệu in ấn phương Tây trong giữa thế kỷ 16 với việc ấn hành Cầu nguyện của Chúa bằng tiếng Latvia trong Sebastian Münster của Cosmographia Universalis, bằng tiếng La Mã.